# Friedhof Binz

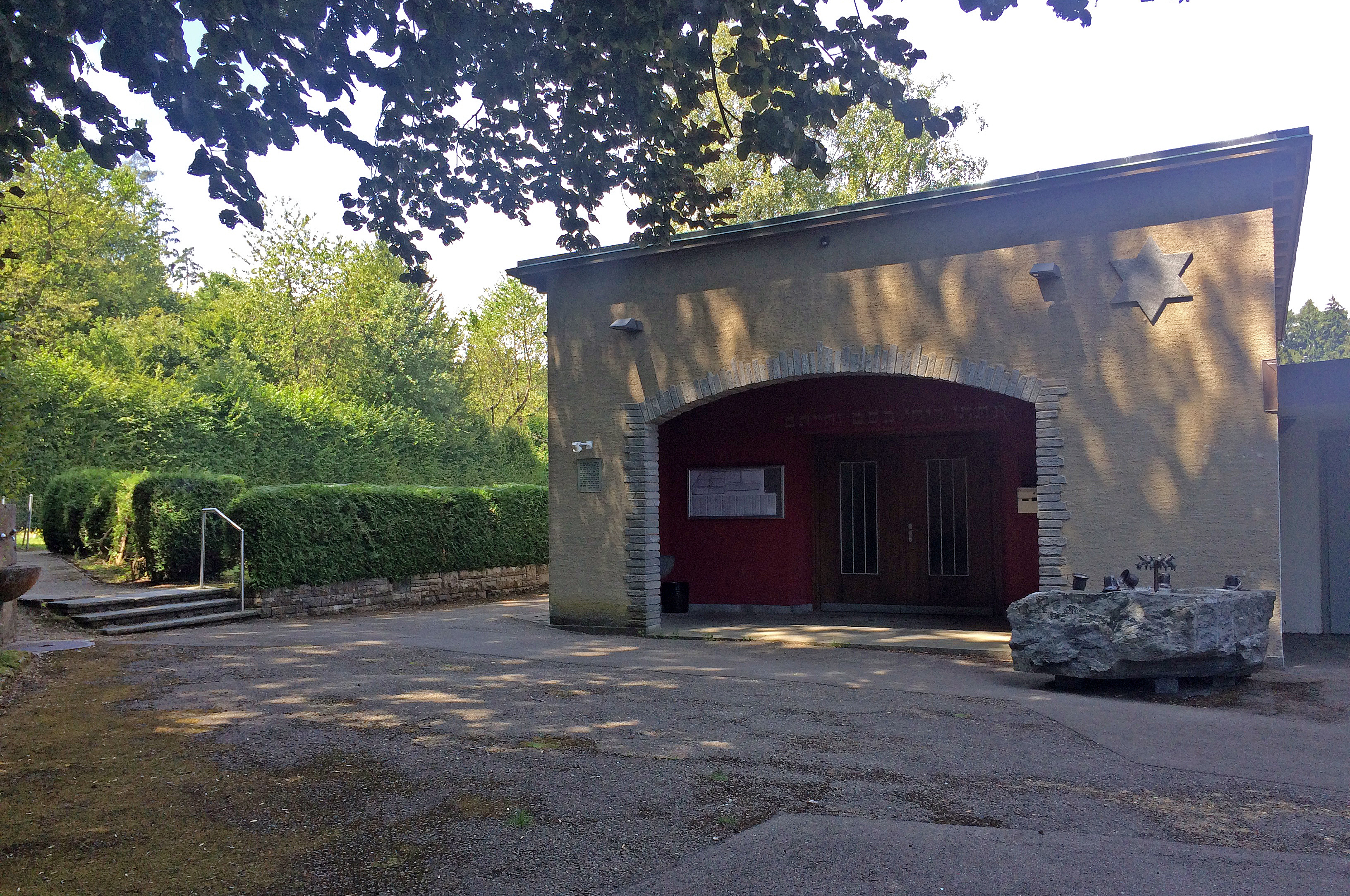
Eingangsbereich

Der Israelitische Friedhof Binz ist ein jüdischer Friedhof im Quartier Witikon im Osten von Zürich. Er wird von der Israelitischen Religionsgesellschaft Zürich betrieben.

## Geschichte
Nachdem sich die Israelitische Religions-Gemeinschaft im Jahr 1895 aus orthodoxen Motiven von der Israelitischen Cultusgemeinde abgespalten hatte, erwarb sie zur Bestattung ihrer Toten zunächst den Friedhof Steinkluppe. Als dieser 1936 voll belegt war, errichtete die Gemeinschaft den Friedhof Binz.

## Areal und Bauten
Der Friedhof Binz befindet sich am Nordostrand des bewaldeten Oetlisbergs an der Weidstrasse direkt an der Stadtgrenze zum Ort Pfaffhausen der politischen Gemeinde Fällanden und zum Dorf Binz, Gemeinde Maur. Nach aussen ist das Gelände durch mauerförmige Hecken abgegrenzt. Zwischen dem schlichten Eingangsportal und der Abdankungshalle ist ein Versammlungsplatz eingerichtet. In Zeiten der Judenverfolgung im nationalsozialistischen Deutschland eröffnet, besitzt der Friedhof einen zurückhaltenden und strengen Gestus. Die Gräber sind einheitlich errichtet und blicken nach Osten. Wie auf den Friedhöfen Agudas Achim und Or Chadasch besitzen die Gräber keinen pflanzlichen Schmuck, sondern sind mehrheitlich mit Kies belegt und von niederen Stellmauern umgeben. Unterhalb der hebräisch geschriebenen Inschriften sind die Namen der Verstorbenen zum Teil auf Deutsch verzeichnet. Anders als auf anderen israelitischen Friedhöfen sind die Lebensdaten nach jüdischer Jahreszählung von der mythischen Erschaffung der Welt im Jahr 3761 vor dem christlichen Jahr null gerechnet.